# Stanick Jeannette
Stanick Jeannette (* 6. März 1977 in Courbevoie, Île-de-France) ist ein ehemaliger französischer Eiskunstläufer, der im Einzellauf startete.
Jeannette wurde 2000 und 2001 französischer Meister. 2001 und 2003 gewann er die Bronzemedaille bei den Europameisterschaften. Sein bestes Ergebnis bei Weltmeisterschaften war der siebte Platz 2000. Während seiner Karriere hatte er immer wieder mit Verletzungen zu kämpfen, die letztlich zu seinem Karriereende führten. Sein Trainer war Philippe Pélissier.
Heute arbeitet Jeannette als Choreograf und hat in dieser Funktion schon Programme für Florent Amodio und Miriam Ziegler erstellt.

## Ergebnisse
| Meisterschaft / Jahr         | 1993 | 1996 | 1997 | 1998 | 1999 | 2000 | 2001 | 2002 | 2003 | 2004 | 2005 |
| ---------------------------- | ---- | ---- | ---- | ---- | ---- | ---- | ---- | ---- | ---- | ---- | ---- |
| Weltmeisterschaften          |      |      |      |      |      | 7.   | 11.  |      | 16.  |      |      |
| Europameisterschaften        |      |      |      |      |      | 9.   | 3.   |      | 3.   |      |      |
| Französische Meisterschaften | 4.   |      | 6.   | 4.   | 5.   | 1.   | 1.   | 5.   | 2.   | 3.   | 4.   |